# Cebrecos
Cebrecos ist eine Gemeinde (municipio)  in der nordspanischen Provinz Burgos in der Autonomen Gemeinschaft Kastilien und León. 
Während in Cebrecos zu Beginn des 20. Jahrhunderts noch über 250 Personen lebten, sank die Einwohnerzahl ab ca. 1950 kontinuierlich und unterschritt 2013 erstmals die Marke von 50. Vier Jahre später wurde die Marke wieder überschritten. Die Gemeinde hat eine Fläche von 23,3 km² mit 58 Einwohnern (Stand: 2024).
Die Distanz ins Zentrum der Provinzhauptstadt Burgos beträgt Luftlinie etwa 46 km.